# Les Justes
Pour les articles homonymes, voir Juste.
Pour un article plus général, voir Philosophie d'Albert Camus.
Les Justes est une pièce de théâtre en cinq actes écrite par Albert Camus. Elle fut représentée pour la première fois au théâtre Hébertot le 15 décembre 1949 dans une mise en scène de Paul Œttly.

## Intrigue
À Moscou, en 1905, un groupe de socialistes révolutionnaires projette d'assassiner le grand-duc Serge, qui gouverne la ville en despote, afin de lutter contre la tyrannie exercée sur eux. Kaliayev, un jeune terroriste, lancera la bombe. Dora restera en arrière, mais c'est elle qui a fabriqué les bombes servant à l'attentat. Dora et Kaliayev sont amants.
Kaliayev est emprisonné, la grande-duchesse Élisabeth lui propose d'être gracié, il refuse et il est pendu. Dora, à la fin, s'apprête à faire le prochain attentat et peut ainsi rejoindre Kaliayev.
La pièce est fondée sur des faits historiques réels : le 17 février 1905, le groupe terroriste des socialistes révolutionnaires (Organisation de combat des SR), dont Ivan Kaliayev, dit Yanek, a commis un attentat sur le grand-duc Serge. C'est d'après cet événement lié à la révolution de 1905 qu'Albert Camus a fait un drame en cinq actes.

### Acte I
Dans un appartement, Annenkov, Stepan, Dora, Voinov et Kaliayev appartiennent à un groupe révolutionnaire et projettent de commettre un attentat sur le grand-duc Serge qui gouverne la ville de Moscou en despote. Kaliayev doit jeter la première bombe et Voinov doit jeter la seconde. La dispute qui a lieu entre Kaliayev et Stepan exprime en fait la différence de point de vue entre Albert Camus (Kaliayev) et Jean-Paul Sartre (Stepan).

### Acte II
Dora et Annenkov regardent l’événement d'un appartement. Après quelque temps, Kaliayev revient n'ayant pu jeter de bombes car, dans la calèche, se trouvaient le neveu et la nièce du grand-duc (les princes Dimitri et Maria Pavlovna) et Kaliayev ne voulait pas les tuer. Stepan devient furieux à cause de l'échec de la mission. On note à ce propos la réplique de Stepan : « (...) Parce que Yanek n'a pas tué ces deux-là, des milliers d'enfants russes mourront de faim pendant des années encore. » D'un commun accord, ils décident ensuite de reconduire la mission au surlendemain. Une seconde chance est ainsi accordée à Kaliayev, qui est encore chargé de lancer la bombe sur le grand-duc.

### Acte III
Deux jours plus tard, Kaliayev essaie de nouveau d'assassiner le grand-duc et cette fois-ci réussit. Il est arrêté immédiatement et jeté en prison.

### Acte IV
Kaliayev est emprisonné et discute avec Foka, un autre prisonnier, qui, pour alléger sa peine, doit pendre les autres condamnés (une pendaison lui donnant droit à un an de remise de peine). Puis Skouratov, le directeur du département de police, entre et parle de l’attentat. La grande-duchesse Élisabeth entre ensuite et montre à Kaliayev le côté humain de son action, les conséquences de la mort de son mari. Puis, elle souhaite que Kaliayev confesse qu’il a tué un homme. Mais, pour lui, le meurtre du grand-duc Serge était seulement une action de justice. Skouratov veut offrir la vie à Kaliayev à condition qu'il trahisse ses compagnons. Dans l'autre cas, il publiera un article sur les repentirs de Kaliayev. Cette publication implique pour Kaliayev la trahison de ses amis et de ses idéaux. Mais Kaliayev n’accepte aucune de ces propositions, et se condamne donc à la mort pour ne pas trahir ses amis.

### Acte V
C’est la nuit de l’exécution de Kaliayev. Annenkov et Dora attendent de ses nouvelles. Quelques-uns d'entre eux soutiennent que Kaliayev pourrait les avoir trahis pour se sauver, mais Dora sait que ce n’est pas possible.
Cela est confirmé peu après par des nouvelles de la mort de Kaliayev. Dora veut se jeter dans le terrorisme et abolir la tyrannie pour retrouver Kaliayev dans la mort.

## Œuvre
La pièce de théâtre est écrite en réponse au livre Les Mains sales de Jean-Paul Sartre, même si Camus avait commencé son écriture avant. Elle situe un groupe de révolutionnaires socialistes cherchant à éliminer un traître du Parti.
Comme le dit Camus lui-même, son texte est inspiré d'événements historiques et de personnages réels ayant eu lieu en 1905, sa source étant le livre de Boris Savinkov, Souvenirs d'un terroriste.
Une première esquisse apparaît dans ses carnets en 1947. En 1948, Camus écrit un article, « Les Meurtriers délicats », parlant des héros de sa pièce (article corrigé et qui constituera par la suite un chapitre de L'Homme révolté). En 1949, un premier manuscrit est écrit sous le titre La Corde, puis corrigé sous le nom Les Innocents avant de prendre son titre définitif.

## Représentations

### Création
La pièce est créée le 15 décembre 1949 au théâtre Hébertot à Paris, mais l'écrivain ne participe guère à la mise en scène, qui est de Paul Oettly.
Distribution :
- Dora : Maria Casarès
- La grande duchesse : Michèle Lahaye
- Kaliayev : Serge Reggiani
- Stepan : Michel Bouquet
- Annenkov : Yves Brainville
- Voinov : Jean Pommier
- Skouratov : Paul Oettly
- Foka : Moncorbier
- Le gardien : Louis Perdoux[4]

L'accueil est mitigé, les critiques reprochant essentiellement d'avoir mêlé une histoire d'amour à l'intrigue.

### Reprises et adaptations principales
- 1956 - Mise en scène de Daniel Leveugle

En 1956, la Comédie de l'Est monte la pièce sur une mise en scène de Daniel Leveugle et effectue une tournée de cinquante-cinq représentations, du 30 janvier au 21 avril,
avec en scène Dominique Bernard, Serge Bossac, Jean-Pierre Brodier, François Dalou, Wanda Kerien, Alain Mac Moy, Michèle Manet, Jean Thouvenin  et Gilbert Vilhon.
- 2017 - Mise en scène de Thierry Falvisaner

Les 25 et 26 janvier 2017, la pièce est reprise par la compagnie Le Théâtre du Charbon au Théâtre Gérard Philipe à Orléans. Mise en scène : Thierry Falvisaner. Distribution : Arnaud Aldigé, Thomas Cerisola, Stephan Kalb, Alexandre Le Nours, Johanna Nizard, Arnaud Apprédéris.
- 2019 - Adaptation d'Abd Al Malik

En 2019, l'artiste Abd Al Malik signe une adaptation sous forme de « tragédie musicale » au théâtre du Châtelet, sur une composition musicale de Bilal & Wallen et une coordination artistique de Fabien Coste. Il conserve le texte original mais ajoute un prologue, un épilogue et la musique d'un chœur de dix amateurs. Abd Al Malik considère que le texte de Camus a une portée universelle et trouve un écho dans les injustices vécues par la jeunesse de 2019.

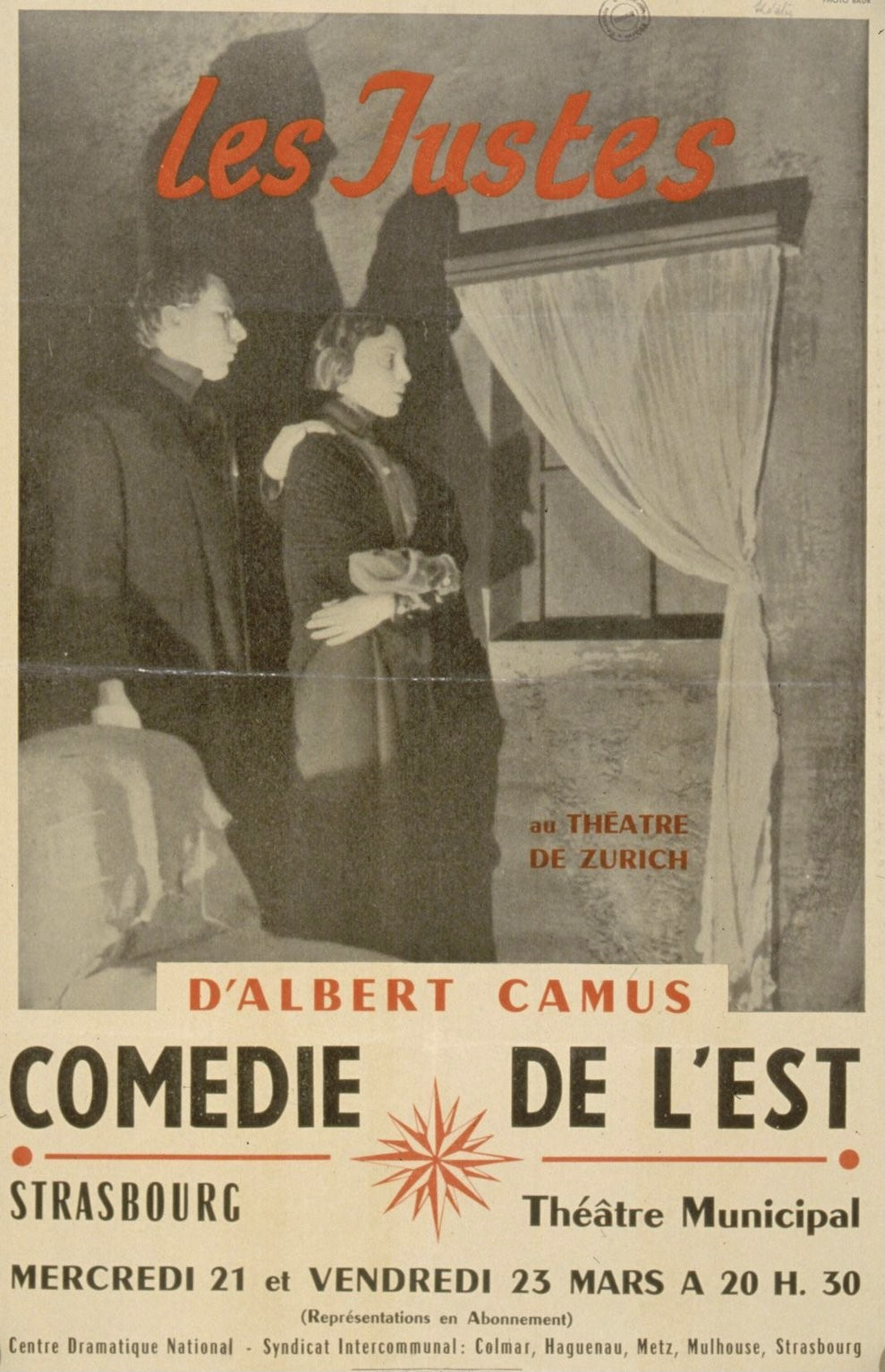
Affiche de la pièce jouée en mars 1956 au Théâtre municipal de Strasbourg par la Comédie de l'Est, au cours d’une tournée de 55 représentations[5].
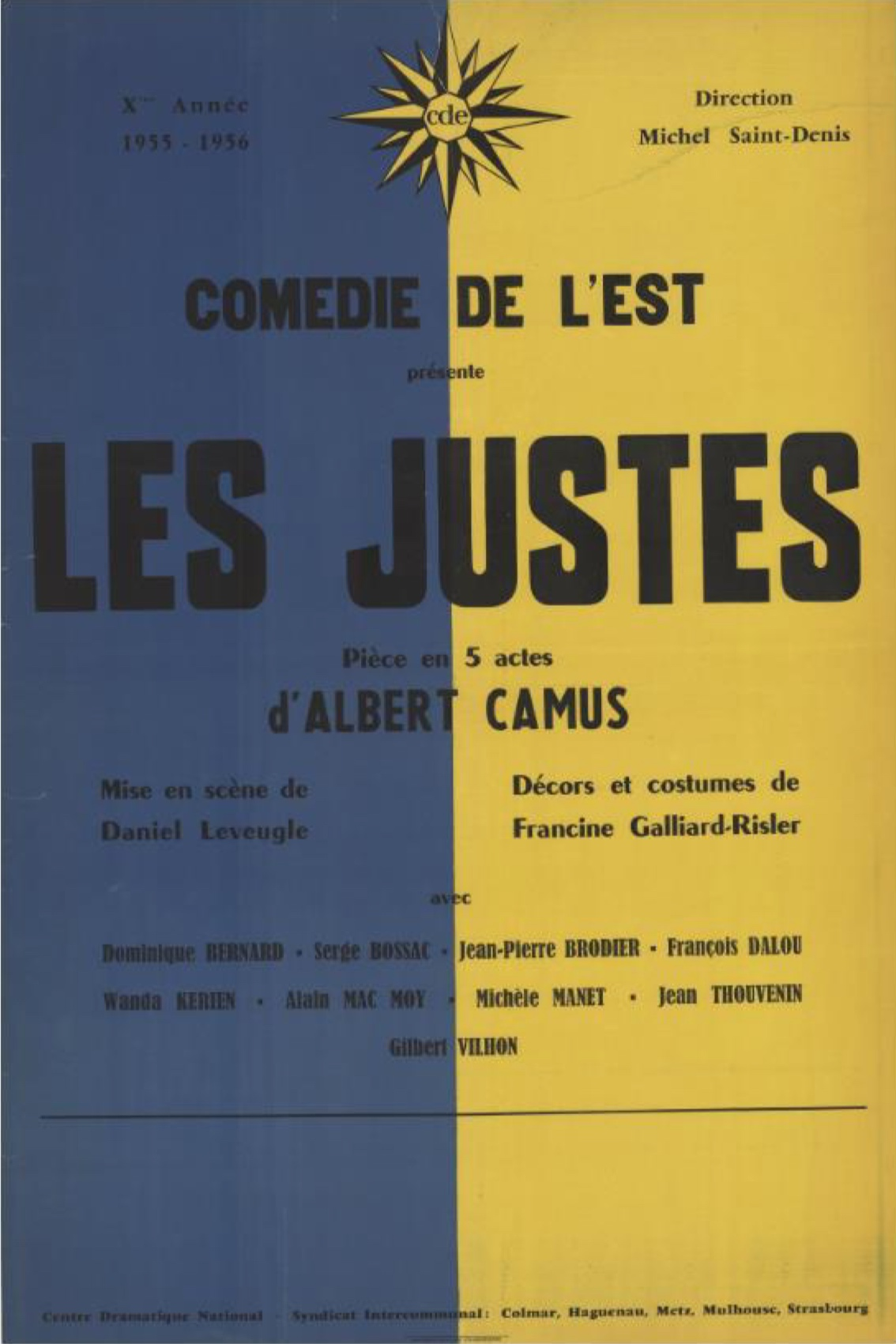
L'affiche de la tournée.